# Eselsbett und Schwarzes Bruch
Eselsbett und Schwarzes Bruch sind zwei Moore auf dem Gebiet der Stadt Lichtenau im Kreis Paderborn in Nordrhein-Westfalen. Sie sind als Naturschutzgebiet Eselsbett und Schwarzes Bruch unter der Schlüsselnummer PB-017 seit 1970 unter Naturschutz gestellt. 2014 wurden sie auch als europäisches Fauna-Flora-Habitat-Gebiet geschützt. Das etwa 294 Hektar große Naturschutzgebiet liegt am Westrand des Eggegebirges und ist dadurch niederschlagsreich (bis zu 1200 mm pro Jahr), was das Entstehen der Moore begünstigte. Es ist Teil der Großlandschaft Weserbergland.
Das Naturschutzgebiet wird vom Odenheimer Bach durchflossen und gewässert. Es handelt sich um ein teilweise renaturiertes Moorgebiet. Im Rahmen eines LIFE-Projektes der Europäischen Union wurde das durch langjährigen Torfabbau in Mitleidenschaft gezogene Gebiet in den Jahren 2013 bis 2019 renaturiert. Dazu wurden vor allem zwei Maßnahmen umgesetzt, um die Moore wiederzuvernässen: einerseits wurden Gehölze beseitigt (entkusselt), die im verlandenden Moor eine verstärkte Wasserverdunstung verursachen und außerdem die moortypischen Gewächse beschatten. Andererseits wurden weitere nicht-natürliche Wasserabflüsse geschlossen.

## Biotope

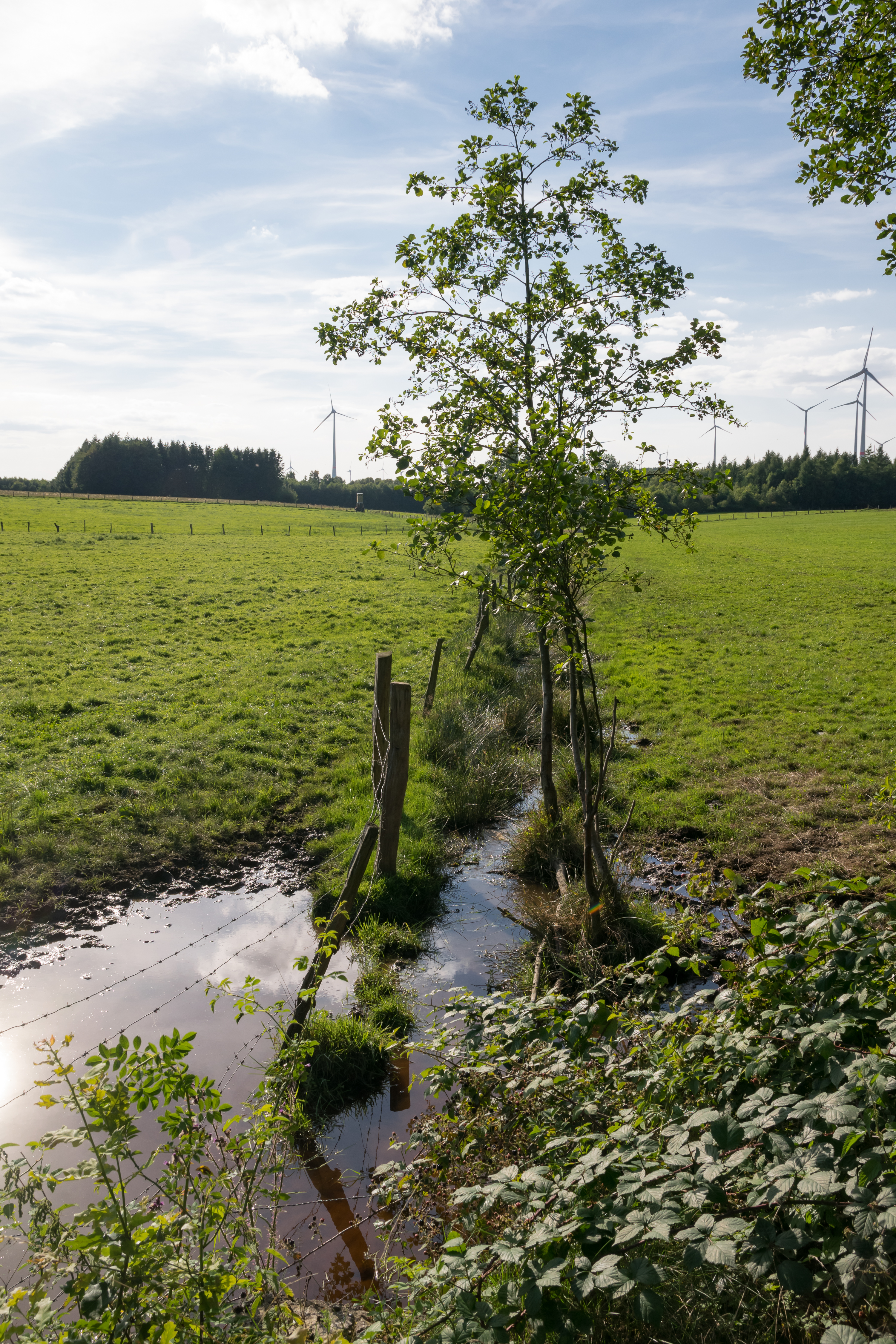
Der Odenheimer Bach entspringt im Schwarzen Bruch und durchfließt das Eselsbett

Im Naturschutzgebiet gibt es vier schutzwürdige Biotope:
- Der Teichkomplex zwischen dem Eselsbett und dem Schwarzen Bruch enthält unter anderem einen dystrophen Teich – eine selten gewordene Form des Moorgewässers. Hier leben die Teich- und Sumpfgewächse Wasser-Schwaden, Schnabel-Segge und Grau-Segge.[4] Hintergrund des Schutzes der Teiche ist, dass im 20. Jahrhundert viele Kleingewässer zur besseren Nutzbarmachung zugeschüttet wurden (Zivilisationslandschaft). Der Erhalt der verbliebenen Teiche ist wichtig, um die auf und an den Kleingewässern lebenden Tierarten – beispielsweise verschiedene Libellen – zu erhalten.[5]
- Das Eselsbett ist ein großflächiges Moorgebiet, das alle Übergänge vom Hochmoor zum Flachmoor enthält. Darin leben unter anderem die Pflanzengesellschaften der Feuchtweiden (mehrere Arten) und des Flutrasens. Die Hochmoorschicht ist bis zu zwei Meter dick. Südlich davon befindet sich eine feuchte Borstgrasweide (eine von Borstgras dominierte Pflanzengesellschaft). Im Eselsbett befinden sich mehrere Quellen sowie zwei Quellbäche des Odenheimer Baches, der das Gebiet durchfließt. Um das Moor herum befindet sich landwirtschaftlich genutztes Grünland. Im Moor vorkommende Gattungen und Arten sind Torfmoose, Scheiden-Wollgras, Pfeifengras (in Bulten), Asch-Weidengebüsche und als kleine Flächen auch Schnabelseggenrieden, Rohrkolbenröhrichte und Sümpfe mit Binsen bzw. Fieberklee. Laut dem Landesamt für Natur, Umwelt und Verbraucherschutz Nordrhein-Westfalen handelt es sich insgesamt um einen „International bedeutsame[n] struktur- und artenreiche[n] Moorkomplex mit einem Zwischen bzw. -Hochmoorkern, der in den Randbereichen in Niedermoorausbildungen übergeht mit höchster Repräsentanz für den Naturraum.“[6]
- Das Schwarze Bruch ist ebenfalls ein großflächiges Moorgebiet, das sich am Westhang des Eggegebirges befindet. Das Hochmoor ist teilweise entwässert, aber insbesondere im südlichen Teil noch weitgehend ungestört: „Hier gibt es noch tiefe unbegehbare, torfmoosgefüllte Schlenken“ (Schlenken sind die zwischen den Bulten hindurchführenden moorigen Wasserkanäle). Neben vereinzelten verkrüppelten Kiefern, Fichten und Weidenbüschen gibt es auch am Südrand einige aus Kiefern bestehende kleinere Moorwälder. Der heutige Zustand des Bruchs mit den beeinträchtigten, entwässerten Mooren im Nordteil ist ein Resultat menschlicher Einwirkung: Nachdem in der Zwischenkriegszeit im Schwarzen Bruch Torf gestochen wurde, kam es 1947 zu einem Brand, der auf die oberste Torfschicht übergriff. Um das Feuer aufzuhalten, mussten Gräben geschaffen werden, die anschließend aber zu einer Entwässerung des Moores führten. Die Gräben wurden erst 1987 wieder geschlossen, was insbesondere im südlichen Teil zu einer Wiedervermoorung führte. Zu den Ideen, um auch den nördlichen Teil als Moor wieder aufzubauen, gehören eine Renaturierung des Odenheimer Baches und ein Rückbau der angrenzenden Fischteiche. Das Naturschutzgebiet Schwarzes Bruch gehört zu einem militärischen Sperrgebiet.[7]
- Die Bülheimer Heide südlich des Schwarzen Bruchs ist eine artenarme Pfeifengrasheide. Darauf wachsen auch Sträucher der Besenheide und der Heidelbeere. Die Heide entwickelte sich vermutlich aus einem entwässerten Moor. Dieses könnte durch mehr Wasser und die Abholzung der Fichtenbestände am Rand der Heide (Fichten haben einen besonders starken wasserentziehenden Effekt) wieder vernässt bzw. vermoort werden. Bis dahin jedoch handelt es sich für das Landesamt nur um „[r]egional bedeutsame Moor-Degenerationsstadien mit moortypischem Restarteninventar“.[8]

Die Biologische Station Kreis Paderborn-Senne berichtet, dass unter anderen die folgenden gefährdeten Arten im Naturschutzgebiet vorkommen: Rundblättriger Sonnentau, Rauschbeere, Wollgras- und Torfmoosarten, Wiesenpieper, Raubwürger sowie zahlreiche spezialisierte Insektenarten. Im Gebiet gibt es insgesamt Nachweise für 104 Pflanzensippen, die auf der Roten Liste Nordrhein-Westfalens (einschließlich Vorwarnliste) verzeichnet sind.

## Fauna
Im Gebiet wurden insgesamt 113 Vogelarten nachgewiesen. Darunter sind 17 bundesweit, 37 landesweit und 34 regional gefährdete Arten. Dazu gehören Baumpieper, Feldlerche, Feldschwirl, Fitis, Kuckuck, Neuntöter, Rotmilan, Schwarzkehlchen, Turteltaube, Wachtelkönig, Waldlaubsänger, Waldohreule, Waldschnepfe und Wiesenpieper. Auch Kornweihe, Kiebitz, Schwarzstorch und Raubwürger kommen vor; Fischadler, Braunkehlchen, Bruchwasserläufer, Bekassinen sind als Durchzügler anzutreffen.
An Tagfalter-Arten wurden 31 festgestellt; die meisten davon sind jedoch nicht spezifisch für Moorgebiete. Es gibt jedoch auch Arten, die sich stärker auf feuchte Umgebungen spezialisiert haben, so der Sumpfveilchen-Perlmutterfalter (Boloria selene), der Mädesüß-Perlmuttfalter (Brenthis ino), der Gelbwürfelige Dickkopffalter (Carterocephalus palaemon), das Ampfer-Grünwidderchen (Adscita statices), der Schönbär (Callimorpha dominula), der Rotrandbär (Diacrisia sannio) und das Sumpfhornklee-Widderchen (Zygaena trifolii). Der Sumpfveilchen-Perlmutterfalter ist im Eselsbett besonders verbreitet. Im Jahr 2014 konnten jedoch noch keine Vorkommen typischer Hochmoor-Arten wie des Hochmoor-Perlmuttfalters (Boloria aquilonaris; letzter Nachweis im Eselsbett 1984) und des Großen Wiesenvögelchens (Coenonympha tullia; letzter Nachweis im Eselsbett 1968) gefunden werden.
An Nachtfaltern existieren ebenfalls 22 gefährdete Arten. Rundflügelbär (Thumata senex) und Brauner Bär (Arctia caja) sind besonders verbreitet. Aus der Gruppe der Eulenfalter ist besonders der 2014 erfolgte Fund von Haworths Mooreule (Celaena haworthii) bemerkenswert, die davor im Naturraum Weserbergland als ausgestorben galt. Ansonsten gibt es auch häufige Vorkommen von Schmalflügel-Motteneule (Schrankia costaestrigalis) und dem tagaktiven Ried-Grasmotteneulchen (Deltote uncula). Gefährdete Arten, die speziell in Mooren leben und hier vorkommen, sind auch die Moorwald-Blättereule (Papestra biren), Graue Heidelbeereule (Eurois occulta) und Heidelbeer-Schnabeleule (Hypena crassalis). Unter den Spannern, einer weiteren Schmetterlingsfamilie, ist besonders der Sumpflabkraut-Blattspanner (Orthonama vittata) zu nennen, der landesweit als „stark gefährdet“ gilt.
Unter den Libellen waren laut einer Messung 2016 die Schwarze Heidelibelle (Sympetrum danae), die Falkenlibelle (Cordulia aenea) und der Vierfleck (Libellula quadrimaculata) zahlenmäßig am häufigsten vertreten. Auch die bundesweit gefährdete Speer-Azurjungfer (Coenagrion hastulatum) kommt vor.
Auch die Groppe kommt im Gebiet vor, ein Fisch, der nur in Gewässern mit hoher Wasserqualität laichen kann und daher in die FFH-Richtlinie aufgenommen wurde.

## Böden
Aus bodenkundlicher Sicht weist das Naturschutzgebiet Eselsbett und Schwarzes Bruch an Böden vor allem Gleye, Braunerden und Niedermoorböden auf. Außerdem gibt es Kolluvien, Podsol-Braunerden und Stagnogley.

## Menschliche Nutzung

### Nutzung als Torfquelle

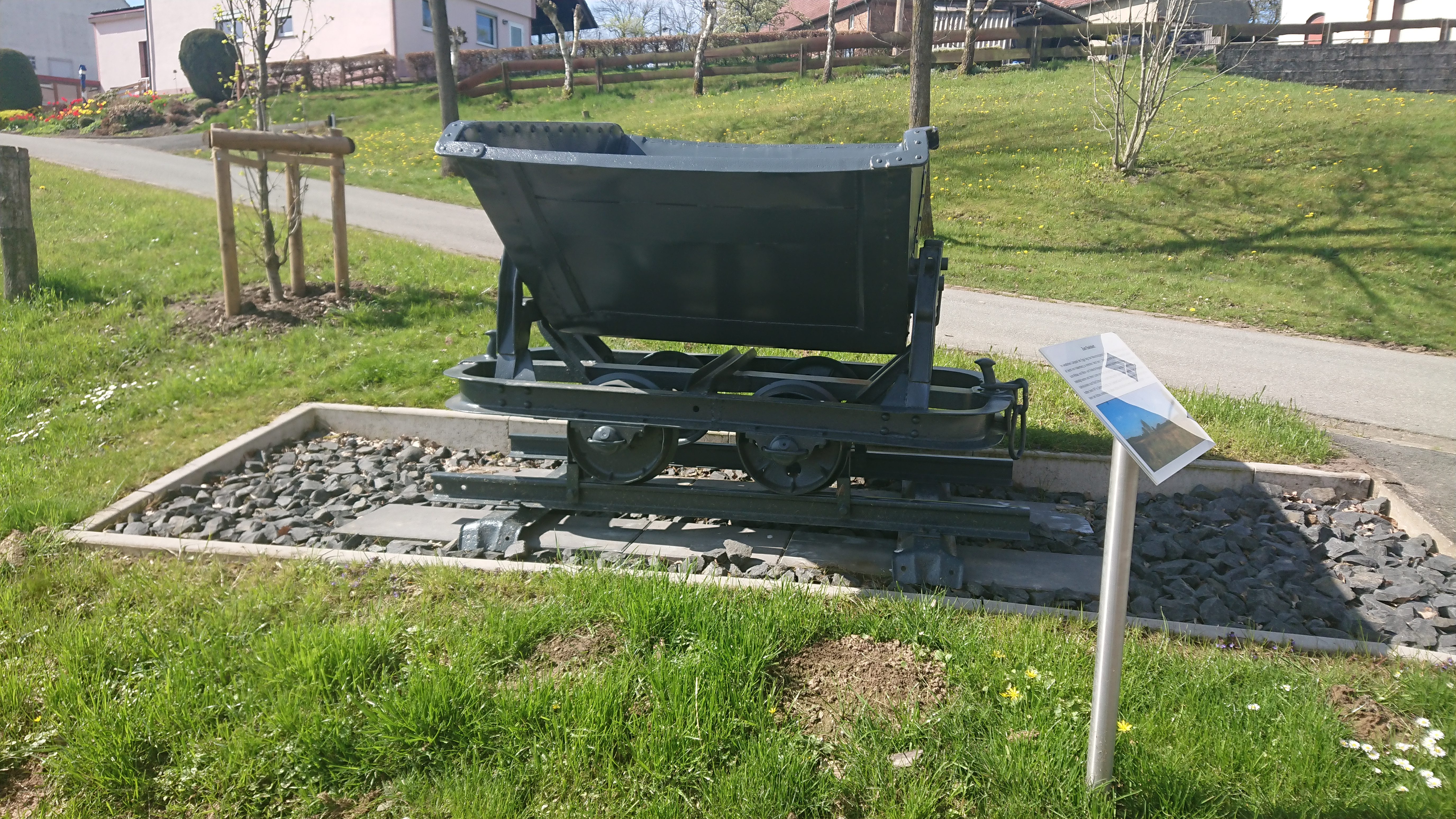
Eine Torflore aus dem Eselsbett in Hakenberg

Die Moore wurden seit dem 19. Jahrhundert als Quelle von Torf genutzt. Das Torfstechen begann Mitte des 19. Jahrhunderts zunächst im Schwarzen Bruch, dann auch im Eselsbett. Insbesondere in den 1870er Jahren versorgten sich Anwohner hier mit Brenntorf. Als jedoch Kohlelieferungen einsetzten, geriet das Moor zunächst in Vergessenheit. In der Zwischenkriegszeit setzte eine intensivere Bewirtschaftung ein, die auf die Brennstoffnot im Kreis Büren reagierte. Die Firma Wilhelm Nölting setzte seit 1920 im „Torfwerk Schwarzes Bruch“ Arbeiter und vor allem Strafgefangene ein; ein zeitgenössisches Dokument bemerkt dazu lapidar: „Da man [d. h. Wilhelm Nölting] befürchtet, mit freien Arbeitern Lohnstreitigkeiten zu haben, erwägt man das Heranziehen von Strafgefangenen, das sei auch wesentlich günstiger.“ Die Gefangenen lebten in Baracken beim Abbaugebiet. Der Abbau dauerte bis etwa 1926.
Der Abbau mit stationären Torfmaschinen betraf vor allem das Schwarze Bruch und in geringerem Maße auch das Eselsbett. Zum Glück wurde das Gebiet jedoch nicht, wie zunächst geplant, umfassend melioriert, jedenfalls nicht systematisch. So oder so wurden im Rahmen des Torfabbaus weite Teile des Moors gezielt trockengelegt und abgetragen. 1947 wurde dann auch noch im Schwarzen Bruch versehentlich ein Brand ausgelöst, der die oberste Torfschicht entzündete. Zur Feuerbekämpfung mussten Gräben gegraben werden, die in der Folgezeit zur Entwässerung des Moors wesentlich beitrugen. Noch bis 1970 wurde hier Torf und Heilerde (Moorbad) für Kurhäuser in Bad Driburg abgebaut. Der Abbau wurde erst mit der Ernennung zum Naturschutzgebiet im Jahr 1970 eingestellt.

### Verkehr
Das Gebiet erstreckt sich östlich der Kernstadt Lichtenau. Durch das Gebiet hindurch verläuft in Ost-West-Richtung die Torfbruchstraße (Kreisstraße K 26) zwischen Lichtenau und Willebadessen. Nordwestlich verläuft die Landesstraße L 817, östlich die L 763 und südwestlich die B 68.

## Naturschutz

### Naturschutzmaßnahmen seit den 1970er Jahren
Das Gebiet wurde 1970 unter der Kennung PB-017 unter Naturschutz gestellt. Seit 1987 nahmen Wolfgang Zettelmeyer und Bernd Gerken Renaturierungsmaßnahmen zur Wiedervernässung vor allem im Schwarzen Bruch vor. Im August 1999 wurde es dann auch im Rahmen des europäischen Natura-2000-Netzwerks als Gebiet von gemeinschaftlicher Bedeutung (GGB, englisch Site of Community Importance, abgekürzt SCI) vorgeschlagen und im Dezember 2004 bestätigt. Im August 2014 wurde es dann als besonderes Schutzgebiet (BSG, englisch Special Area of Conservation (SAC)) anerkannt. Im Rahmen des besonderen Schutzgebiets werden allerdings nur 127 Hektar geschützt, was der Fläche der Moorgebiete ohne die Seen und die Bülheimer Heide entspricht.

### LIFE-Projekt Eggemoore
Im Rahmen der LIFE-Finanzierung für Umweltvorhaben wurde die Wiedervermoorung des Eselsbetts, des Schwarzen Bruchs und des Sauerbachtals Bülheim als Projekt „Eggemoore“ finanziert. Die Biologische Station Kreis Paderborn – Senne und das Regionalforstamt Hochstift des Landesbetriebes Wald und Holz NRW reichten gemeinsam mit dem Ministerium für Klimaschutz, Umwelt, Landwirtschaft, Natur- und Verbraucherschutz des Landes Nordrhein-Westfalen einen kompetitiven Antrag bei der EU ein, der 2013 bewilligt wurde. Neben konkreten Naturschutz-Aspekten (der relativen Seltenheit von intakten Mooren) spielten dabei auch klimapolitische Erwägungen eine Rolle, da Moore Kohlenstoffdioxid-Speicher sind.

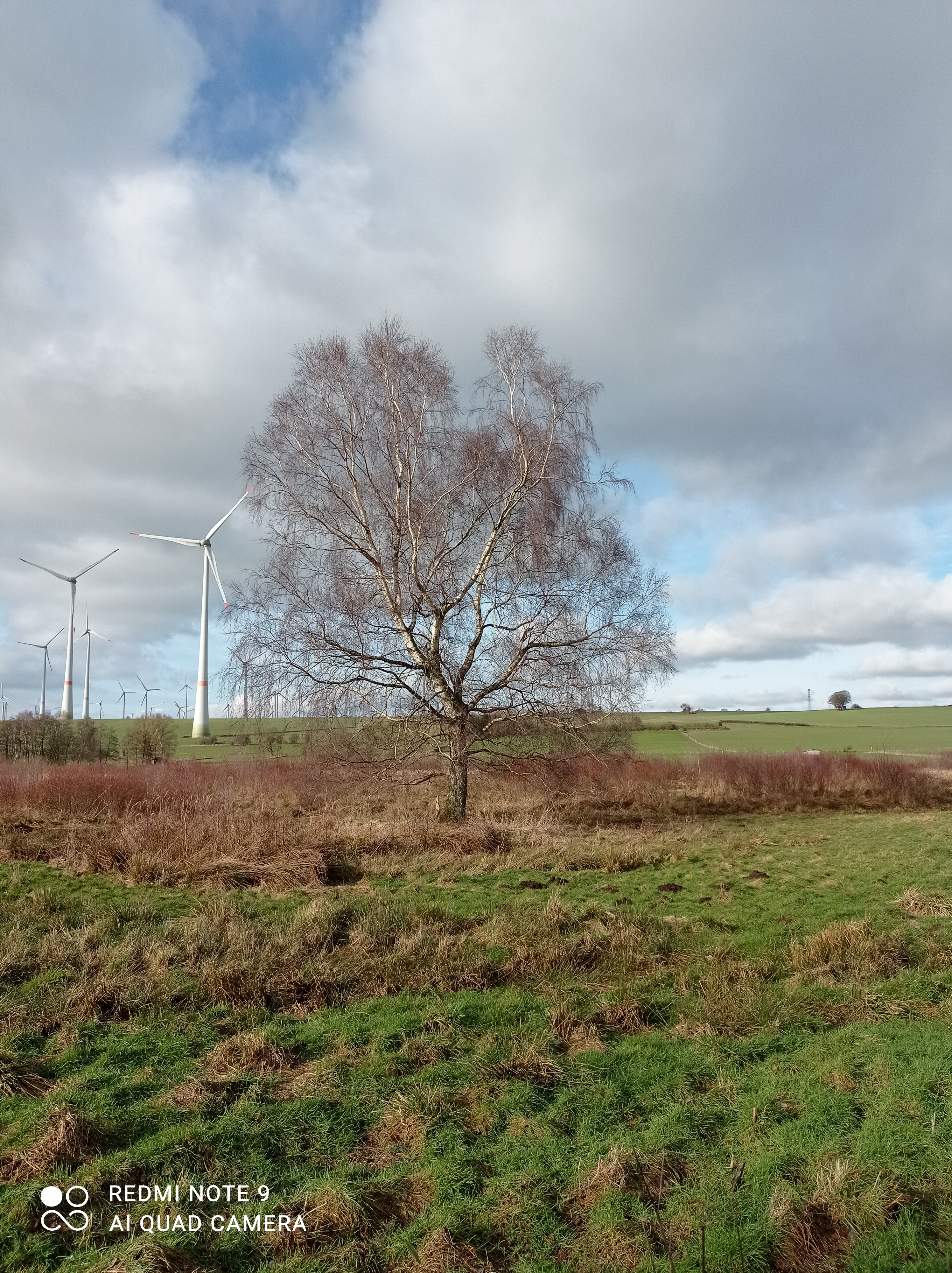
Die Moorbirke Elsa im Eselsbett hat der Entkusselung getrotzt

Eine Entkusselung (das Entfernen von Büschen und Gehölz) war vor allem im Eselsbett nötig; auch im Sauerbachtal Bülheim wurden Moorgebiete von Gehölz freigestellt. Auch nach Abschluss des Projektes soll regelmäßig weiter entkusselt werden. Ein Herbizid-Einsatz gegen die Gebüsche kommt aufgrund des Status als Naturschutzgebiet nicht infrage. Im Projekt wurden aber nicht nur die Moorflächen entkusselt, sondern auch konkrete Maßnahmen ergriffen, um die direkte Entwässerung durch Gräben einzudämmen. Der Aufbau von Moordamm-Systemen mit durchdacht eingebauten Holzplatten war insbesondere im Eselsbett schwierig, da das Gestrüpp die Struktur der aus dem Torfabbau stammenden Abflusssysteme verdeckte. Diese mussten zuerst aufgedeckt und analysiert werden.
Das Projekt kostete insgesamt 1,8 Millionen Euro, wovon die EU die eine Hälfte und die andere der Landesbetrieb Wald und Holz und das Land Nordrhein-Westfalen stellte.